# بودیل ۳۴۵۹
سیارک ۳۴۵۹ (به انگلیسی: 3459 Bodil، نامگذاری:1986GB) سه هزار و چهارصد و پنجاه و نهمین سیارک کشف شده‌است که در ۲ آوریل ۱۹۸۶ کشف شد.
قدر مطلق سیارک برابر ۱۲٫۹۰ است.